# James Wedge
James Wedge, né Jimmy Wedge en 1939, est un modiste et un photographe de mode britannique.

## Biographie
Il est connu pour être proche du mannequin Pat Booth (en) dans les années 1960 à 70.

## lien externe
- (en) « Interview with James Wedge », Victoria and Albert Museum, février 2006
- (en) « Interview with Marion Foale and Sally Tuffin », Victoria and Albert Museum, avril 2006